# Irène Joliot-Curie
Irène Joliot-Curie (pronúncia francesa  [i'ʁɛ̃n ky'ʁi:]; Paris, 12 de setembro de 1897 — Paris, 17 de março de 1956) foi uma química francesa, filha de Marie Curie e Pierre Curie e esposa de Frédéric Joliot-Curie. Irène e Frédéric ganharam o Nobel de Química em 1935 pela descoberta da radioatividade artificial. Isso tornou a família Curie a maior ganhadora de prêmios Nobel até hoje. Os dois filhos do casal também são cientistas. Hélène e Pierre.

## Biografia

### Infância e educação

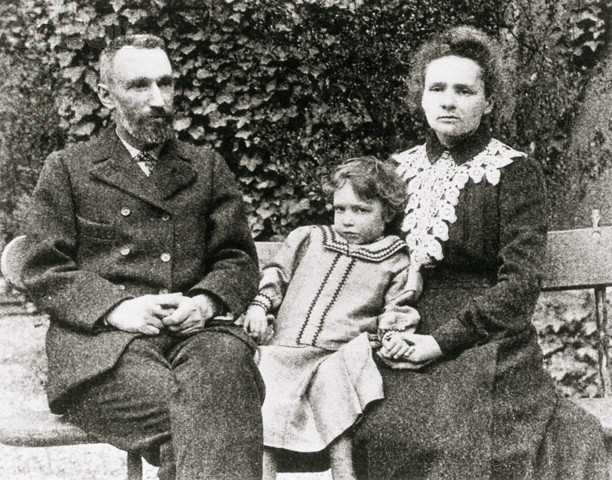
Irène e seus pais, Marie e Pierre Curie

Curie nasceu em Paris, França. Entrou na escola com 10 anos e, após um ano de educação formal, sua mãe Marie Curie percebeu a aptidão da filha para matemática e decidiu que as habilidades académicas de Irène mereciam um ambiente mais desafiador. Marie Curie juntou-se a vários proeminentes académicos franceses, incluindo Paul Langevin, e formaram "A Cooperativa", um empreendimento privado para angariar os mais distintos cientistas da França, onde Irène e os filhos desses vários académicos receberam uma educação de excelência. Cada um contribuía para a educação do filho ou filha do outro em suas respectivas casas. O currículo era variado e incluía não apenas princípios científicos e pesquisa como também assuntos diversos como idioma chinês, escultura e uma grande ênfase na autoexpressão e atuação.
Este acordo durou por dois anos até que Irène voltou para um sistema mais tradicional de ensino no Collège Sévigné, em Paris, de 1912 a 1914, até entrar na Faculdade de Ciência da Universidade de Paris para completar seu bacharelado. Seus estudos foram interrompidos pela Primeira Guerra Mundial.

### Primeira Guerra Mundial
Irène e sua irmã - Ève Curie - foram, inicialmente, levadas para o interior, mas um ano depois, ao completar 18 anos, elas voltaram a se reunir com sua mãe, que estava gerenciando vinte hospitais móveis por ela mesma criados. Os hospitais eram equipados com primitivos equipamentos de raios-X, tornados possíveis pela pesquisa do casal Curie com radioquímica. Esta tecnologia ajudava grandemente os médicos a localizar fragmentos de projéteis nos corpos de soldados feridos, mas eram pouco sofisticados. Tanto que Irène e Marie, que serviam como enfermeiras e operavam os aparelhos, receberam grandes doses de radiação por exposição aos equipamentos. Ambas eventualmente morreram devido ao acúmulo de radiação que receberam ao longo da vida profissional.
Depois da guerra, Irène retornou a Paris para estudar no Instituto Curie, criado por seus pais. O instituto foi completado em 1914, porém permaneceu vazio durante a guerra. Sua tese de doutorado falava sobre o decaimento de raios alfa do polônio, elemento descoberto por seus pais, junto com o rádio.

### Pesquisa
No fim de seu doutorado, em 1924, Irène foi convidada a ensinar as suas técnicas de pesquisa radioquímica para um jovem engenheiro químico, Fréderic Joliot, que, mais tarde, se tornaria seu marido. Desde 1928, eles se uniram para pesquisar o núcleo atômico. Seus experimentos identificaram tanto o pósitron quanto o nêutron, mas eles não conseguiram interpretar corretamente seus resultados e ambas as descobertas foram registradas posteriormente por Carl David Anderson e James Chadwick. Juntamente com a descoberta do elétron em 1897, eles substituíram a teoria de John Dalton de que os átomos eram partículas esféricas e sólidas.
Em 1934, os Joliot- Curie fizeram a descoberta que lhes garantiu seu lugar na história da ciência. A partir do trabalho de Marie e Pierre, que isolaram elementos radioativos que ocorrem naturalmente, eles alcançaram o sonho alquímico de transformar um elemento em outro, criando nitrogênio radioativo a partir de boro, isótopos radioativos de fósforo a partir de alumínio e silício a partir de magnésio. Por exemplo, irradiar o principal isótopo de alumínio natural com partículas alfa, resulta em um isótopo instável de fósforo: 27Al + 4He → 30P + 1n. Então a aplicação de materiais radioativos na medicina estava crescendo e a descoberta levou a uma habilidade para criar materiais radioativos rapidamente, de forma barata e satisfatória. O prêmio Nobel de Química em 1935 trouxe fama e reconhecimento da comunidade científica - e Irène foi convidada a lecionar na Faculdade de Ciência da Sorbonne.
Lá, o grupo de Irène foi o pioneiro na pesquisa do núcleo do rádio. Com esses estudos, um grupo de físicos alemães, liderado por Otto Hahn, Lise Meitner e Fritz Straßmann, descobriram a fissão nuclear - a divisão do núcleo atômico e as enormes quantidades de energia que isso liberava.
Os anos de trabalho com materiais radioativos fizeram com que Irène desenvolvesse leucemia. Ela havia sido acidentalmente exposta a polônio quando uma cápsula selada do elemento explodiu em seu laboratório, em 1946. O tratamento com antibióticos e uma série de operações aliviou o sofrimento da cientista temporariamente, mas sua condição continuou a piorar. Apesar disso, Irène continuou a trabalhar e, em 1955, criava planos para desenvolver novos laboratórios de física na Universidade d'Orsay, no sul de Paris.

## Visão política
Os Joliot-Curies estavam atentos ao crescimento do movimento fascista - e se opunham as suas ideias. Tanto que, em 1934, eles se juntaram ao partido Socialista. Em 1935, começaram a participar do Comité de vigilance des intellectuels antifascistes e, um ano depois, apoiaram ativamente os Republicanos na Guerra Civil Espanhola. No mesmo ano, Irène foi apontada como Subsecretária de Pesquisa Científica do Estado pelo governo francês, de onde ajudou a fundar o Centro Nacional de Pesquisa Científica.
O casal seguia a política de Marie e Pierre Curie - publicar todos os seus artigos em benefício da comunidade científica. Mas, com medo do perigo que poderia resultar caso suas descobertas fossem voltadas ao uso militar, as publicações pararam. No dia 30 de outubro de 1939 eles depositaram todos os seus dados sobre fissão nuclear nos cofres da Academia Francesa de Ciência - e os documentos foram mantidos lá até 1949.
A carreira política de Irène continuou depois da guerra, quando ela se tornou membro da Comissão de Energia Atômica. No entanto, ela ainda trabalhava com suas pesquisas e, em 1946, se tornou diretora do Instituto de Rádio, fundado por sua mãe.
Irène também se envolveu na promoção da educação de mulheres, trabalhando no Comitê Nacional da União das Mulheres Francesas e no Conselho Pela Paz Mundial. Tanto ela quanto seu marido se tornaram membros da Legião de Honra francesas - Irène como oficial, Fréderic como comissionário, por causa de seu trabalho na resistência.

## Vida Pessoal

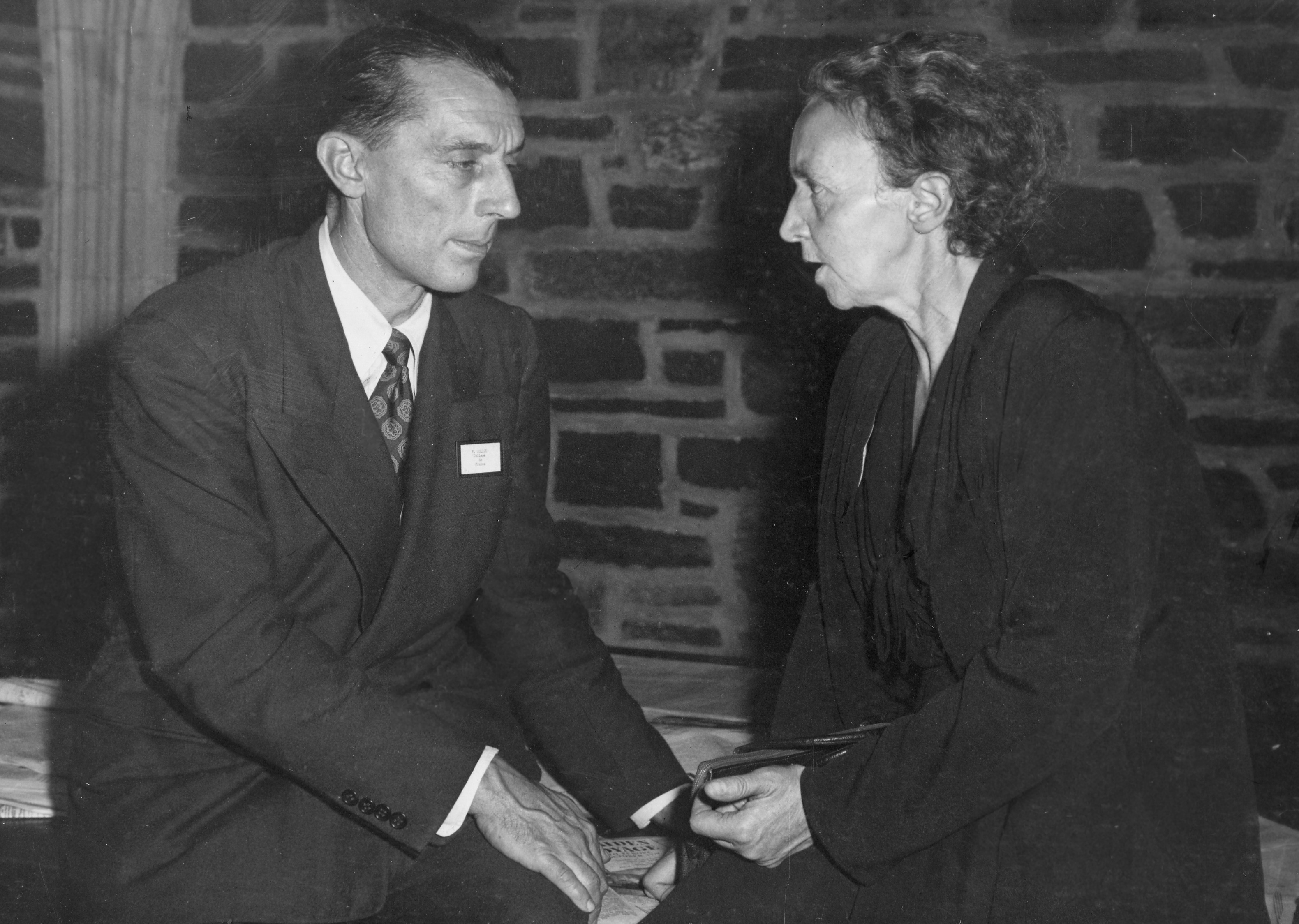
Irène e Frederic Joliot-Curie

Irène e Frèderic casaram-se em 1926 e optaram por compartilhar ambos os sobrenomes, adotando a forma Jolliot-Curie. Onze meses após sua união, sua primeira filha, Hélène, nasceu. Ela também se tornou uma física. Em 1932, seu filho, Pierre, nasceu - ele veio a se tornar um biólogo.
Durante a Segunda Guerra Mundial, Irène teve tuberculose e foi forçada a passar vários anos se recuperando na Suíça. Preocupada com sua saúde, e com os filhos e o marido, que estavam na França enquanto o país estava sendo invadido, ela fez várias visitas arriscadas a sua terra natal, passando por detenções de tropas alemãs na fronteira Suíça em mais de uma ocasião. Finalmente, em 1944, ela decidiu levar seus filhos com ela para a Suíça.
Em 1956, depois de um período de convalescença nos Alpes Franceses, ela foi encaminhada ao Hospital Curie, em Paris, onde ela morreu no dia 17 de março, com 58 anos. A causa foi apontada como leucemia. Encontra-se sepultada no Cemitério de Sceaux, Altos do Sena, Ilha de França na França.
Irène era ateia, especialmente por influência de seu avô, um livre-pensador.
A filha de Irène, Hélène Langevin-Joliot, é física nuclear e professora da Universidade de Paris. Seu filho, Pierre Joliot, é bioquímico no Centre National de la Recherche Scientifique.

## Prêmios
- Prêmio Nobel de Química, em 1935, pela descoberta da radioatividade artificial com Frederic Joliot-Curie.
- Medalha de ouro do Barnard College, por mérito e serviço à Ciência, em 1940.
- Oficial da Legião de Honra Francesa.

## Publicações
- Recherches sur les rayons X du polonium. Oscillation de parcours, vitesse d'émission, pouvoir ionisant, tese de doutorado em ciências físicas.
- La projection de noyaux atomiques par un rayonnement très pénétrant, 1932.
- L'électron positif, 1934.
- Radioactivité artificielle, 1935.
- Physique nucléaire, radioactivité naturelle, transmutations, radioactivité artificielle, neutrons, 1938.
- Les Progrès récents en radioactivité et en physique nucléaire, 1949.
- Autoradiographie par neutrons, dosage séparé de l'uranium et du thorium dans les minéraux, 1955.
- Œuvres scientifiques complètes de Frédéric et Irène Joliot-Curie, 1961.